# Job Cohen
Marius Job Cohen (født 18. oktober 1947) var borgmester i Amsterdam, fra 2001 indtil d. 12. marts, 2010. Han har også været viceminister og medlem af underhuset (Tweede Kamer) i Generalstaterne.
Cohen tilsluttede sig Hollands socialdemokrati den 1. september 1967, og han har siden da haft talrige administrative poster i partiet. I 2003 var han partiets kandidat til premierministerposten, men han blev slået i et tæt opløb.
Fra 2010 til 2012 var han formand for det hollandske socialdemokrati.